# 吉伦特河畔圣西耶
吉伦特河畔圣西耶（法語：Saint-Ciers-sur-Gironde，法語發音：[sɛ̃ sje syʁ ʒiʁɔ̃d]）是法国吉伦特省的一个市镇，属于布莱区。

## 地理
吉伦特河畔圣西耶（45°17'27"N, 0°36'37"W）面积38.34 平方千米，位于法国新阿基坦大区吉倫特省，该省份为法国西南部沿海省份，是法國本土面积最大的省，北起滨海夏朗德省，西临大西洋，南至朗德省，东南接洛特-加龍省，东临多爾多涅省。
与吉伦特河畔圣西耶接壤的市镇（或旧市镇、城区）包括：吉伦特河畔圣博内、布罗和圣路易、圣索兰德科纳克、圣欧班德布莱、圣帕莱、瓦勒德利韦讷、圣埃斯泰夫、圣瑟兰德卡杜尔讷、圣伊藏德梅多克。
吉伦特河畔圣西耶的时区为UTC+01:00、UTC+02:00（夏令时）。

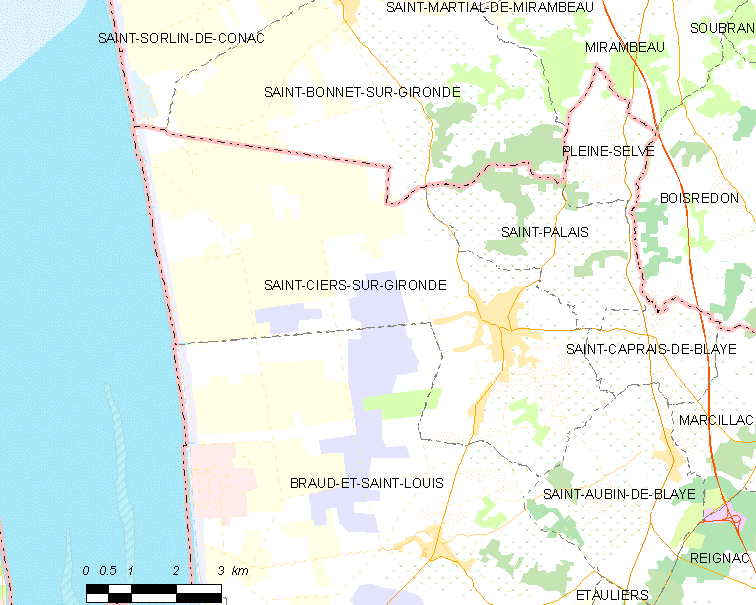
吉伦特河畔圣西耶的OSM定位图

## 行政
吉伦特河畔圣西耶的邮政编码为33820，INSEE市镇编码为33389。

## 政治
吉伦特河畔圣西耶所属的省级选区为河口县。

## 人口

1962-2008年间吉伦特河畔圣西耶人口变化图示

吉伦特河畔圣西耶于2022年1月1日时的人口数量为3128人。